# Чемпионат мира по бобслею и скелетону 1986
39-й чемпионат мира по бобслею и скелетону прошёл с 22 февраля по 2 марта в 1986 году в городе Кёнигсзе (Бавария, ФРГ).

## Бобслей

### Соревнование двоек
| Золото                                             | Серебро                                      | Бронза                                      |
| Вольфганг Хоппе, Дитмар Шауэрхаммер (3:21,11 мин.) | Ральф Пихлер, Келесте Польтера (+ 1,09 сек.) | Детлеф Рихтер, Штеффен Граммт (+ 1,25 сек.) |

### Соревнование четвёрок
| Золото                                                              | Серебро                                                                 | Бронза                                                                     |
| Эрих Шерер, Курт Майер, Эрвин Фассбинд, Андре Киссер (3:16,28 мин.) | Петер Киенаст, Франц Сиегль, Герхард Рёдль, Кристиан Марк (+ 0,49 сек.) | Ральф Пихлер, Хаинрих Ноттер, Келесте Польтера, Роланд Бирли (+ 0,80 сек.) |

## Медальный зачёт
| Место | Страна    | Золото | Серебро | Бронза | Всего |
| ----- | --------- | ------ | ------- | ------ | ----- |
| 1     | Швейцария | 1      | 1       | 1      | 3     |
| 2     | ГДР       | 1      | 0       | 1      | 2     |
| 3     | Австрия   | 0      | 1       | 0      | 1     |